# Cantone di Bièvre
Il Cantone di Bièvre è una divisione amministrativa dell'Arrondissement di Grenoble e dell'arrondissement di Vienne.
È stato costituito a seguito della riforma approvata con decreto del 18 febbraio 2014, che ha avuto attuazione dopo le elezioni dipartimentali del 2015.

## Composizione
Comprende i seguenti 48 comuni:
- Arzay
- Balbins
- Beaufort
- Bossieu
- Beauvoir-de-Marc
- Bressieux
- Brézins
- Brion
- Champier
- Châtenay
- Châtonnay
- Commelle
- La Côte-Saint-André
- Faramans
- La Forteresse
- La Frette
- Gillonnay
- Lentiol
- Lieudieu
- Marcilloles
- Marcollin
- Marnans
- Meyssiez
- Montfalcon
- Mottier
- Nantoin
- Ornacieux
- Pajay
- Penol
- Plan
- Royas
- Roybon
- Saint-Clair-sur-Galaure
- Saint-Étienne-de-Saint-Geoirs
- Saint-Geoirs
- Saint-Hilaire-de-la-Côte
- Saint-Michel-de-Saint-Geoirs
- Saint-Paul-d'Izeaux
- Saint-Pierre-de-Bressieux
- Saint-Siméon-de-Bressieux
- Sainte-Anne-sur-Gervonde
- Sardieu
- Savas-Mépin
- Semons
- Sillans
- Thodure
- Villeneuve-de-Marc
- Viriville